# Тюфин, Наум Андреевич
Наум Андре́евич Тюфин (1812 — 15 июня 1880) — томский и тюменский купец первой гильдии, владелец золотых приисков в Мариинском и Алтайском округах. Один из пионеров сибирского пароходства: построил пароходы «Основа» (1836—1838) и «Алмаз» (1858). Член пароходной компании «Опыт» (1859).

## Биография
Наум Андреевич Тюфин родился в деревне на реке Тавде.

### Пароход «Основа»
В июле 1834 года, решил взять за прототип своего будущего судна для перевозки товаров по Туре и Тоболу пароход «Выкса», принадлежавший его родственнику нижегородского купцу Сомову. В 1837 году, купив деревянное судно и подготовив его чертежи, он приехал в Нижний Тагил к известному горному инженеру Фотию Швецову с просьбой изготовить паровую машину для его будущего парохода. Это был грузовой деревянный корабль, для того чтобы он случайно не перевернулся, к кожухам колёс привязывали брёвна-плавники, а по палубе от одного борта к другому катали тачку с грузом. Сам пароход строился в Туринской слободе, а паровую машину для него изготовили в Нижнем Тагиле. Выглядел со стороны пароход необычно: из трубы столбом летели искры, капитанская рубка отсутствовала, ручной штурвал представлял собой огромное горизонтальное колесо. Двигалось судно со скоростью пешехода.
В 1840 году крупный сибирский золотопромышленник купец первой гильдии Никита Фёдорович Мясников купил «Основу» у Тюфина и получил привилегию на организацию пароходства по рекам Оби, Тоболу, Иртышу. Лишь в 1843 году этот пароход совершил до Тобольска свой первый грузовой рейс длиной 423 километра (397 верст), ведя баржу грузоподъёмностью 240 тонн (15 тыс. пудов). Альтернативное мнение состоит в том, что Тюфин присоединился к пароходовладельцам только в 1850-х годах, а «Основу» построил сам Мясников.
В 1843 году новым владельцем парохода стал чиновник Главного Управления Западной Сибири Альфонс Поклевский-Козелл. После того, как в 1845 году он установил новую машину мощностью 60 л. с., изготовленную в Швеции, судно совершило пятидневный рейс в Тобольск.
В 1875 году на Ирбитской ярмарке контора г-на Тюфина принимала грузы на доставку своими пароходами из Ирбита и Тюмени по рекам Западной Сибири в Томск, Ачинск, Семипалатинск.

### Дальнейшая жизнь
Участвовал в строительстве парохода «Союз», организовал его рейсы в Обскую губу, в Семипалатинск и по рекам Тавде, Сосьве, Лозьве в 1860—1863 годах. Принадлежавший ему пароход «Алмаз» совершил первый рейс от Тюмени до Ачинска в 1865 году. Один из организаторов первых массовых пассажирских перевозок в 1870-х годах. Вместе с братьями входил в состав торгового дома «Братья Тюфины», разорившийся в 1884 году. Помощник тюменского городского головы (1867). Жертвовал в пользу Омского благотворительного общества (1873).

## Награды
За активную общественную деятельность награждён генерал-губернатором Западной Сибири Александром Петровичем Хрущевым от 1 июня 1871 года: «О награждении купца I гильдии Н. Тюфина за общественные заслуги медалью с надписью „За усердие“».